# Nibra
Nibra é uma vila no distrito de Haora, no estado indiano de Bengala Ocidental.

## Demografia
Segundo o censo de 2001, Nibra tinha uma população de 22 288 habitantes. Os indivíduos do sexo masculino constituem 52% da população e os do sexo feminino 48%. Nibra tem uma taxa de literacia de 72%, superior à média nacional de 59,5%: a literacia no sexo masculino é de 76% e no sexo feminino é de 69%. Em Nibra, 14% da população está abaixo dos 6 anos de idade.